# Saint-Béat-Lez
Saint-Béat-Lez es una comuna nueva francesa situada en el departamento de Alto Garona, de la región de Occitania.

## Historia
Fue creada el 1 de enero de 2019, en aplicación de una resolución del prefecto de Alto Garona de 30 de abril de 2018 con la unión de las comunas de Lez y Saint-Béat, pasando a estar el ayuntamiento en la antigua comuna de Saint-Béat.

## Demografía
Según los datos aportados en la resolución del prefecto de Alto Garona, la comuna se crea con 436 habitantes.

## Composición
| Comuna fusionada | Código INSEE | Población (2016) | Superficie (km²) | Densidad (hab./km²) |
| ---------------- | ------------ | ---------------- | ---------------- | ------------------- |
| Lez              | 31298        | 59               | 2.60             | 23                  |
| Saint-Béat       | 31471        | 345              | 7.37             | 47                  |